# Fujairah
Fujairah (arabisk: الفجيرة) er en by, der er hovedstad i Emiratet Fujairah i De Forenede Arabiske Emirater i Mellemøsten. Den ligger på Den Arabiske Halvø ved kysten til Omanbugten. Byen Fujairah har 93.673 indbyggere.